# Tlotliso Leotlela
Tlotliso Gift Leotlela (ur. 12 maja 1998) – południowoafrykański lekkoatleta specjalizujący się w biegach sprinterskich.
Podwójny złoty medalista mistrzostw Afryki juniorów młodszych (2015). W tym samym roku zajął 5. miejsce na dystansie 200 metrów podczas mistrzostw świata kadetów oraz dwukrotnie stawał na najwyższym stopniu podium igrzysk Wspólnoty Narodów młodzieży. W 2016 w Bydgoszczy został wicemistrzem świata juniorów na dystansie 200 metrów.

## Osiągnięcia
| Rok  | Impreza                               | Miejsce        | Konkurencja             | Lokata     | Wynik  |
| ---- | ------------------------------------- | -------------- | ----------------------- | ---------- | ------ |
| 2015 | Mistrzostwa Afryki juniorów młodszych | Réduit         | bieg na 100 metrów      | 1. miejsce | 10,38w |
| 2015 | Mistrzostwa Afryki juniorów młodszych | Réduit         | bieg na 200 metrów      | 1. miejsce | 20,84  |
| 2015 | Mistrzostwa świata juniorów młodszych | Cali           | bieg na 200 metrów      | 5. miejsce | 20,86  |
| 2015 | Igrzyska Wspólnoty Narodów młodzieży  | Apia           | bieg na 100 metrów      | 1. miejsce | 10,20  |
| 2015 | Igrzyska Wspólnoty Narodów młodzieży  | Apia           | bieg na 200 metrów      | 1. miejsce | 20,56w |
| 2016 | Mistrzostwa Afryki                    | Durban         | bieg na 100 metrów      | 4. miejsce | 10,24  |
| 2016 | Mistrzostwa Afryki                    | Durban         | sztafeta 4 × 100 metrów | 1. miejsce | 38,84  |
| 2016 | Mistrzostwa świata juniorów           | Bydgoszcz      | bieg na 100 metrów      | 4. miejsce | 10,28  |
| 2016 | Mistrzostwa świata juniorów           | Bydgoszcz      | bieg na 200 metrów      | 2. miejsce | 20,59  |
| 2016 | Igrzyska olimpijskie                  | Rio de Janeiro | bieg na 200 metrów      | eliminacje | 20,59  |
| 2021 | World Athletics Relays                | Chorzów        | sztafeta 4 × 100 metrów | –          | DQ     |
| 2021 | Igrzyska olimpijskie                  | Tokio          | bieg na 100 metrów      | półfinał   | 10,03  |
| 2022 | Mistrzostwa świata                    | Eugene         | bieg na 100 metrów      | eliminacje | 10,19  |
| 2022 | Mistrzostwa świata                    | Eugene         | sztafeta 4 × 100 metrów | 6. miejsce | 38,10  |

## Rekordy życiowe
- Bieg na 60 metrów (hala) – 6,66 (2025)
- Bieg na 100 metrów – 9,94 (2021)
- Bieg na 200 metrów – 20,20 (2017)